# NGC 4654
NGC 4654 (również PGC 42857 lub UGC 7902) – galaktyka spiralna z poprzeczką (SBcd), znajdująca się w gwiazdozbiorze Panny. Została odkryta 12 kwietnia 1784 roku przez Williama Herschela. Należy do Gromady w Pannie.